# Fausto Desalu
Fausto Desalu (Casalmaggiore, 19 de fevereiro de 1994) é um atleta italiano, campeão olímpico.
De ascendência nigeriana, adquiriu a cidadania italiana em 2012, país onde nasceu. Nos Jogos Olímpicos de Verão de 2020, conquistou a medalha de ouro na prova de revezamento 4x100 metros masculino com o tempo de 37.50 segundos, ao lado de Lorenzo Patta, Marcell Jacobs e Filippo Tortu.